# Чеські Будейовиці
Чеські Будейовиці (іноді Чеське Будейовіце, Ческе-Будейовіце; чеськ. České Budějovice; нім. Budweis) — місто на півдні Чехії, адміністративний центр Південночеського краю.
Лежить місто біля злиття річок Влтава і Малше. Населення — 96 053 (2009).

## Географія

### Клімат
| Клімат Чеських Будейовиць | Клімат Чеських Будейовиць | Клімат Чеських Будейовиць | Клімат Чеських Будейовиць | Клімат Чеських Будейовиць | Клімат Чеських Будейовиць | Клімат Чеських Будейовиць | Клімат Чеських Будейовиць | Клімат Чеських Будейовиць | Клімат Чеських Будейовиць | Клімат Чеських Будейовиць | Клімат Чеських Будейовиць | Клімат Чеських Будейовиць | Клімат Чеських Будейовиць |
| Показник                  | Січ.                      | Лют.                      | Бер.                      | Квіт.                     | Трав.                     | Черв.                     | Лип.                      | Серп.                     | Вер.                      | Жовт.                     | Лист.                     | Груд.                     | Рік                       |
| Середній максимум, °C     | −0,2                      | 0,5                       | 3,3                       | 7,9                       | 13,1                      | 16,2                      | 18,2                      | 18,1                      | 14,5                      | 10,1                      | 3,6                       | 0,3                       | 8,8                       |
| Середня температура, °C   | −3,8                      | −3,5                      | −0,9                      | 3,1                       | 8,1                       | 11,2                      | 13,1                      | 12,8                      | 9,5                       | 5,2                       | 0,1                       | −3                        | 4,3                       |
| Середній мінімум, °C      | −6,7                      | −6,4                      | −4                        | −0,6                      | 3,8                       | 6,8                       | 8,7                       | 8,7                       | 5,9                       | 2,1                       | −2,6                      | −5,7                      | 0,8                       |
| Днів з опадами            | 12                        | 11                        | 13                        | 11                        | 12                        | 14                        | 13                        | 11                        | 10                        | 10                        | 12                        | 13                        | 142                       |
| ------------------------- | ------------------------- | ------------------------- | ------------------------- | ------------------------- | ------------------------- | ------------------------- | ------------------------- | ------------------------- | ------------------------- | ------------------------- | ------------------------- | ------------------------- | ------------------------- |
| Джерело: www.yr.no        |                           |                           |                           |                           |                           |                           |                           |                           |                           |                           |                           |                           |                           |

## Історія
Місто Чеські Будейовиці засноване в 1265 році чеським королем Пржемислом Отакаром II (чеськ. Přemysl Otakar II). Місто швидко будувалося та економічно розвивалося завдяки своєму статусу королівського міста і розташуванню на перетині торгових шляхів. Аби зміцнити вірність жителів міста до королівської влади, король наділяв Будейовиці різними привілеями.
Наприкінці XIII — поч. XIV століття в місті були зведені 2 католицьких храми, а саме місто оточене фортечною стіною. Протягом наступного XV століття Чеські Будейовиці, у яких були сильні позиції католицької церкви, були оплотом боротьби проти гуситів. У місті налічувалося 4000 жителів, і воно було одним з найбільших і найзначущих міст Чеського королівства.
У XVI столітті місто переживає сильний економічний підйом, пов'язаний насамперед з видобутком срібла, а також з розвитком рибальства і торгівлі сіллю. Будівництво будинків у Чеських Будейовицях у цей період підпорядковане канонам архітектури Ренесансу. У 1569 році в Чеських Будейовицях засновано монетний двір, де карбувалися монети зі срібла, видобутого в околицях міста.
Тридцятирічна війна не заподіяла великої шкоди місту, проте в липні 1641 сталася велика пожежа, яка знищила більш ніж половина будинків. Відновлення міста тривало кілька десятиліть. Епоха бароко значно змінила вигляд міста: у цей період було побудовано низку релігійних об'єктів, а також фонтан Самсона на центральному майдані, що є одним із символів міста.
У XVIII столітті зростання культурного значення міста сприяло заснування тут латинської гімназії, міського театру і філософського інституту. За імператора Йосифу II в 1785 році було засновано Будейовицьку єпархію.
У XIX столітті технічний прогрес торкнувся багатьох сторін життя міста. Кінна залізниця, побудована в період між 1825 і 1832 роками та пов'язала Чеські Будейовиці з Лінцом, була першим таким спорудженням в Європі. У цей же період на річці Влтаві розвивалося торгове судноплавство. Розвиток транспорту тісно пов'язаний зі зростанням промисловості та торгівлі. У 1847 році компанія «Hardtmuth» (виробник канцелярських товарів марки «Koh-I-Noor») з Відня перенесла в Чеські Будейовиці виробництво олівців і керамічних виробів, у зв'язку з чим в місті з'явилася перша велика фабрика. У 1895 році була заснована Чеська акціонерна пивоварня, відома нині пивоварня «Budweiser Budvar» (чеськ. Budějovický Budvar), котра має законні права на продаж свого пива під брендом «Budweiser» у більшості країн Європи.
До кінця XIX століття населення міста і навколишніх сіл в основному складали німці, проте поступово чеське населення стало переважати, хоча й до 1918 року бургомістрами міста були німці. У 1945 році, після закінчення Другої світової війни, будейовицькі німці були депортовані до Західної Німеччини та Австрії.
У XX столітті Чеські Будейовиці стали економічною і культурною столицею Південної Чехії. З 1991 року в Чеських Будейовицях діє Південночеський університет, а з 2000 року в місті розташовується адміністрація Південночеського краю.

## Транспорт
Чеські Будейовиці розташовані на перетині транспортних осей Прага—Лінц і Відень—Чеські Будейовиці—Пльзень. З півночі на південь через місто проходить швидкісна траса R 3/E 55, що з'єднує столицю Чехії Прагу з містом Лінц в південній Австрії. Інша значуща транспортна магістраль проходить із заходу на схід і з'єднує Відень із містом Пльзень (швидкісна траса R 20/E 49). Крім автомобільних доріг обидва ці напрями пов'язують також залізничні магістралі. На початку 2006 року місту переданий для цивільного використання колишній військовий аеродром Плана (Planá) на південно-західній околиці міста. За чинним проєктом розвитку до 2011 року на базі цього аеродрому буде створено міжнародний аеропорт Чеські Будейовиці, здатний приймати літаки типу «Боїнг 737» і «Аеробус 318» і щорічно обслуговувати приблизно 600 000 пасажирів.
У місті представлені міські автобуси та тролейбуси.

## Спорт
У місті існує професійний хокейний клуб «Мотор Чеські Будейовиці». Стадіон клубу — Будвар Арена.
Також є футбольний клуб «Динамо Чеські Будейовиці». Стадіон клубу — Střelecký ostrov.

## Пам'ятки
- Квадратна міська площа зі статуєю Самсона (фонтан Самсона) у стилі бароко
- Ратуша на міській площі, побудована в 1727—1730 рр. з трьома башточками та статуями, що втілюють чотири цивільні чесноти: Справедливість, Мужність, Мудрість і Обачність
- Чорна Вежа (чеськ. Černá Věž) — 72 метрова вежа в центрі міста
- Собор Святого Мікулаша (чеськ. Katedrála Sv. Mikuláše) в історичному центрі міста
- Домініканський монастир (чеськ. Dominikánský klášter)
- Вежа Залізна Діва (чеськ. Železná panna) із частиною збережених міських укріплень (фортечної стіни)

У Чеських Будейовицях розташовані Південночеський театр, Сучасний концертний зал, Музей Південної Чехії, Музей мотоциклів, Музей енергетики. Недалеко від міста розташований популярний серед туристів замок в неоготичному стилі Глубока (Zámek Hluboká).

## У культурі
Місто згадується в романі Ярослава Гашека «Пригоди бравого вояка Швейка», як місце локалізації маршового батальйону, в який герой роману йшов не найкоротшою дорогою.

## Відомі особистості
У місті народився:
- Войцех Їровець (1763—1850) — чеський композитор і диригент.
- Марта Кубішова (нар. 1942) — співачка.
- Радек Пех (1963) — чеський дипломат.

## Галерея

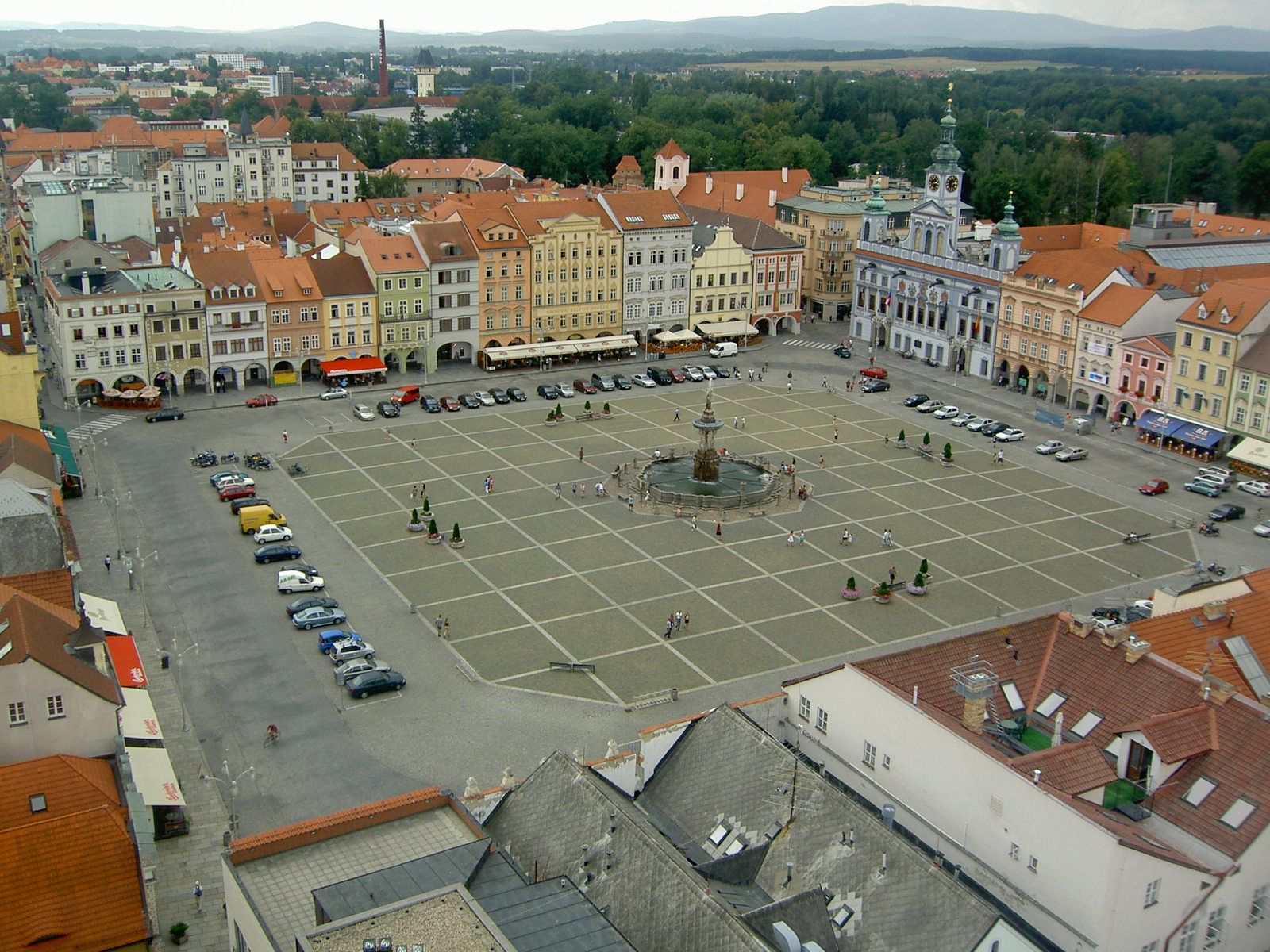
Площа Пржемисла Отакара II з Чорної Вежі
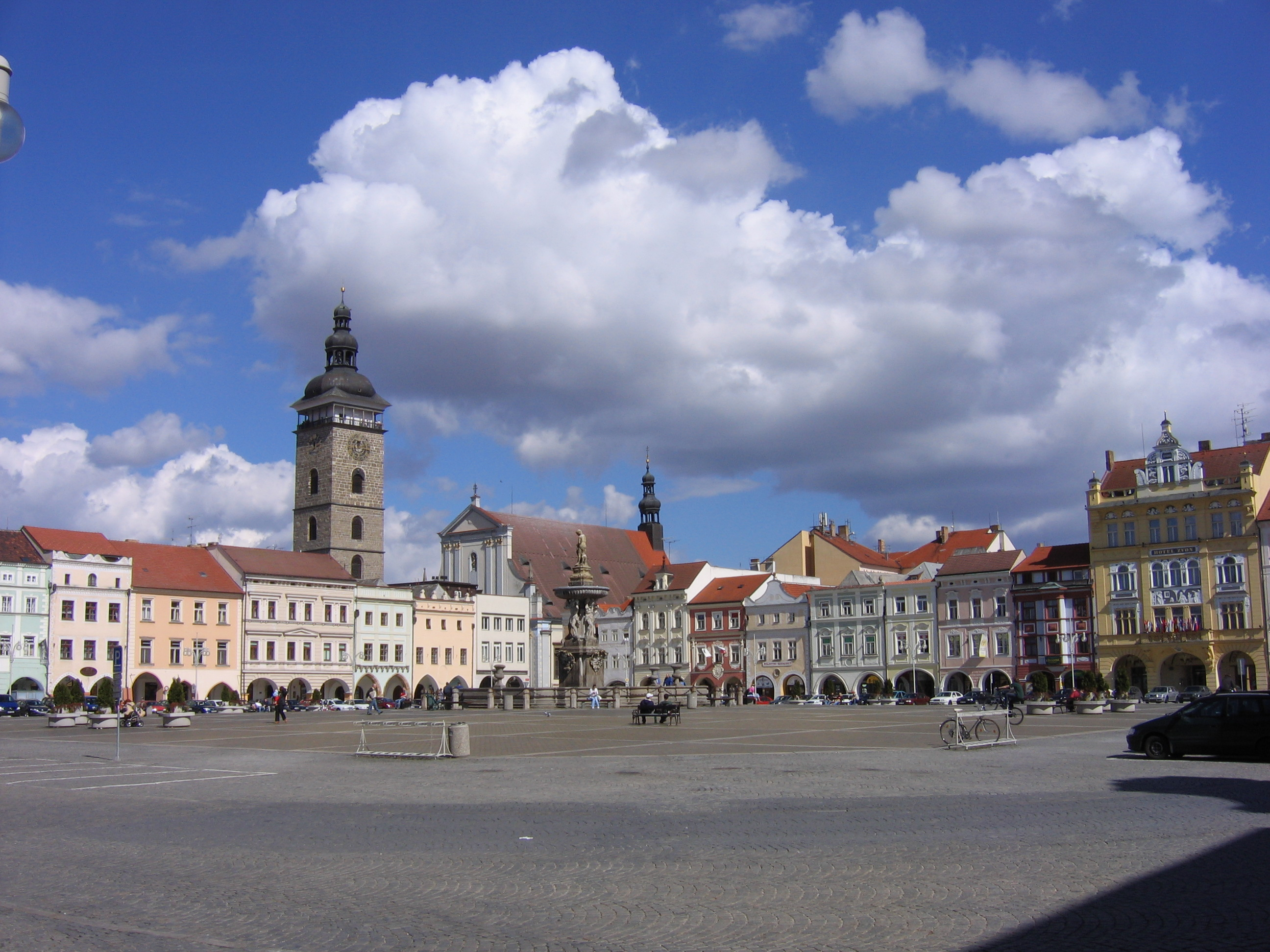
Чорна Башта, фонтан Самсона і Собор Святого Микулаша
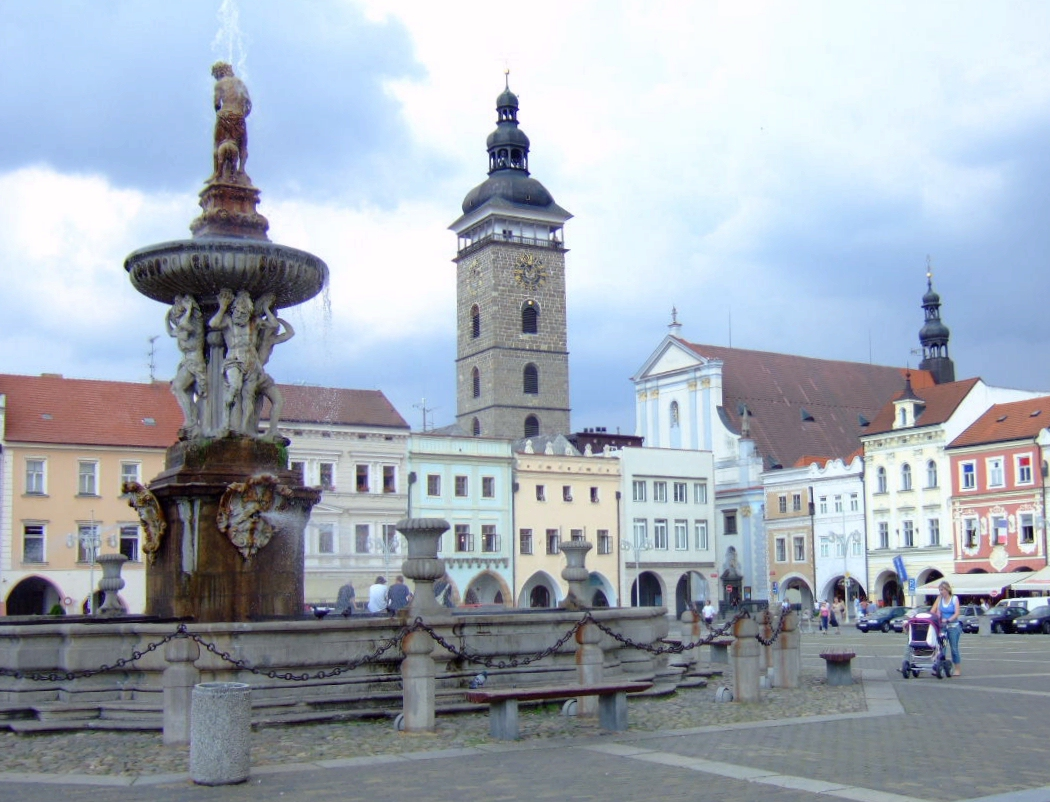
фонтан Самсона і ратуша
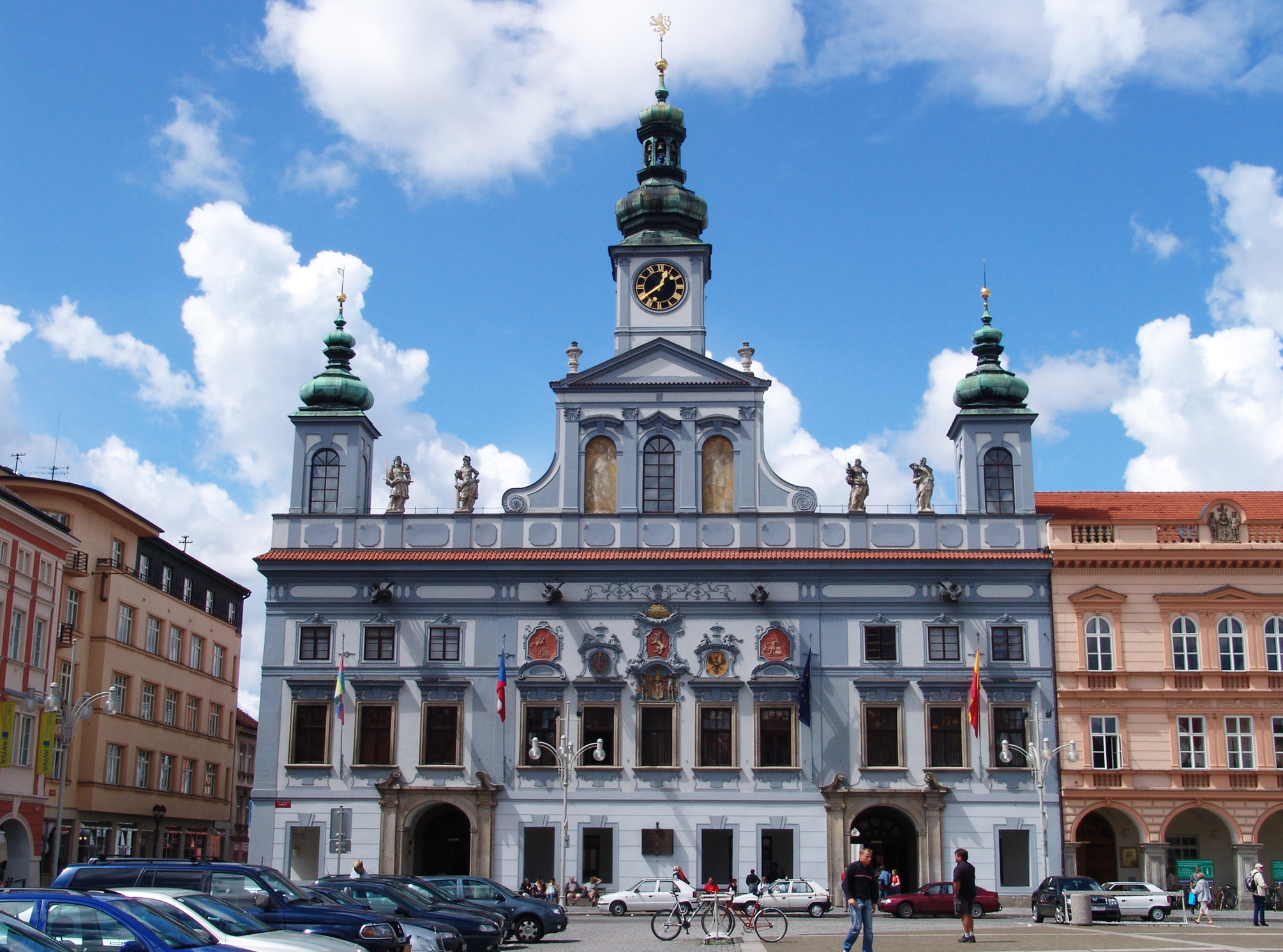
Ратуша
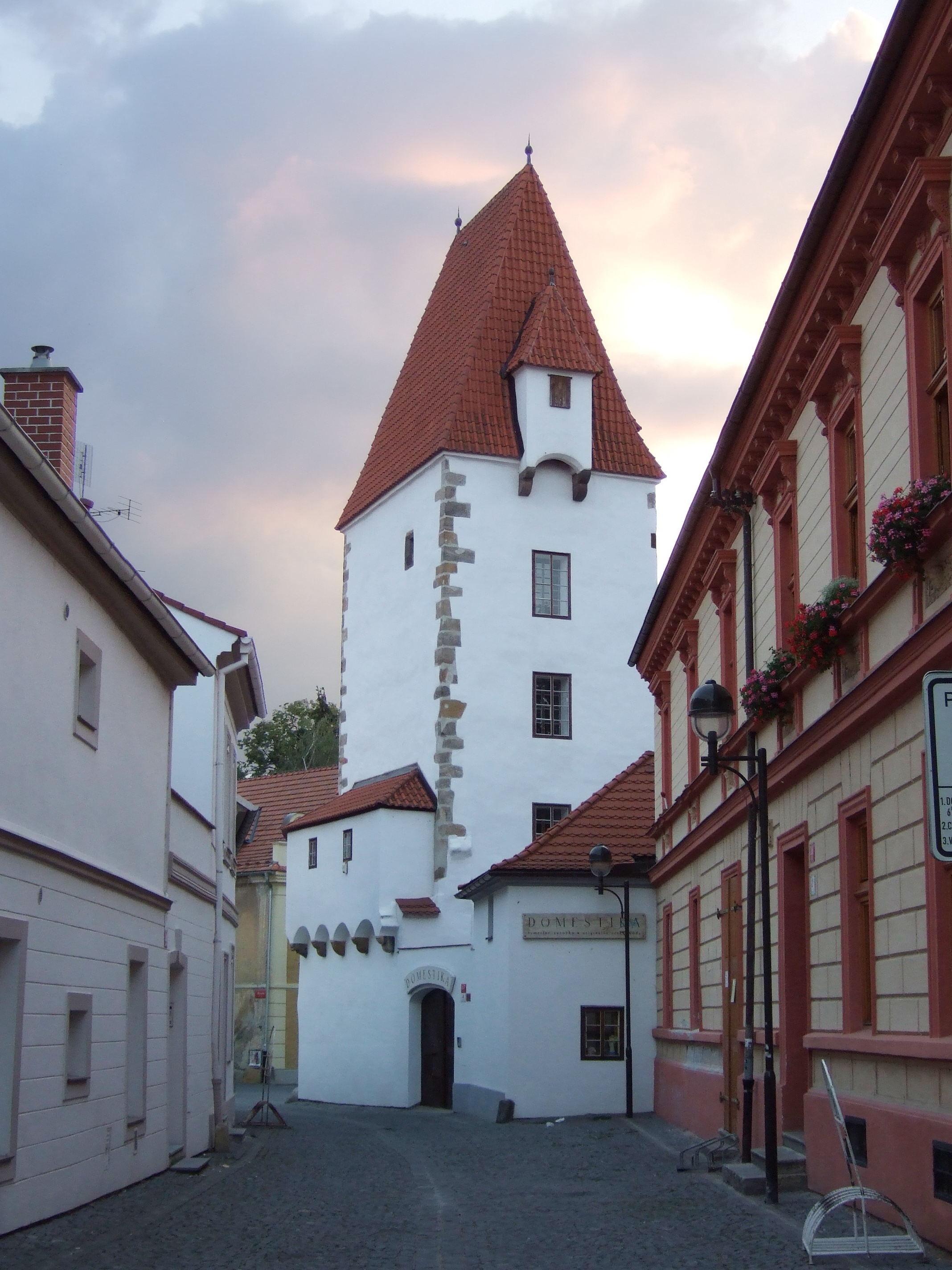
Рабенштейнська Вежа
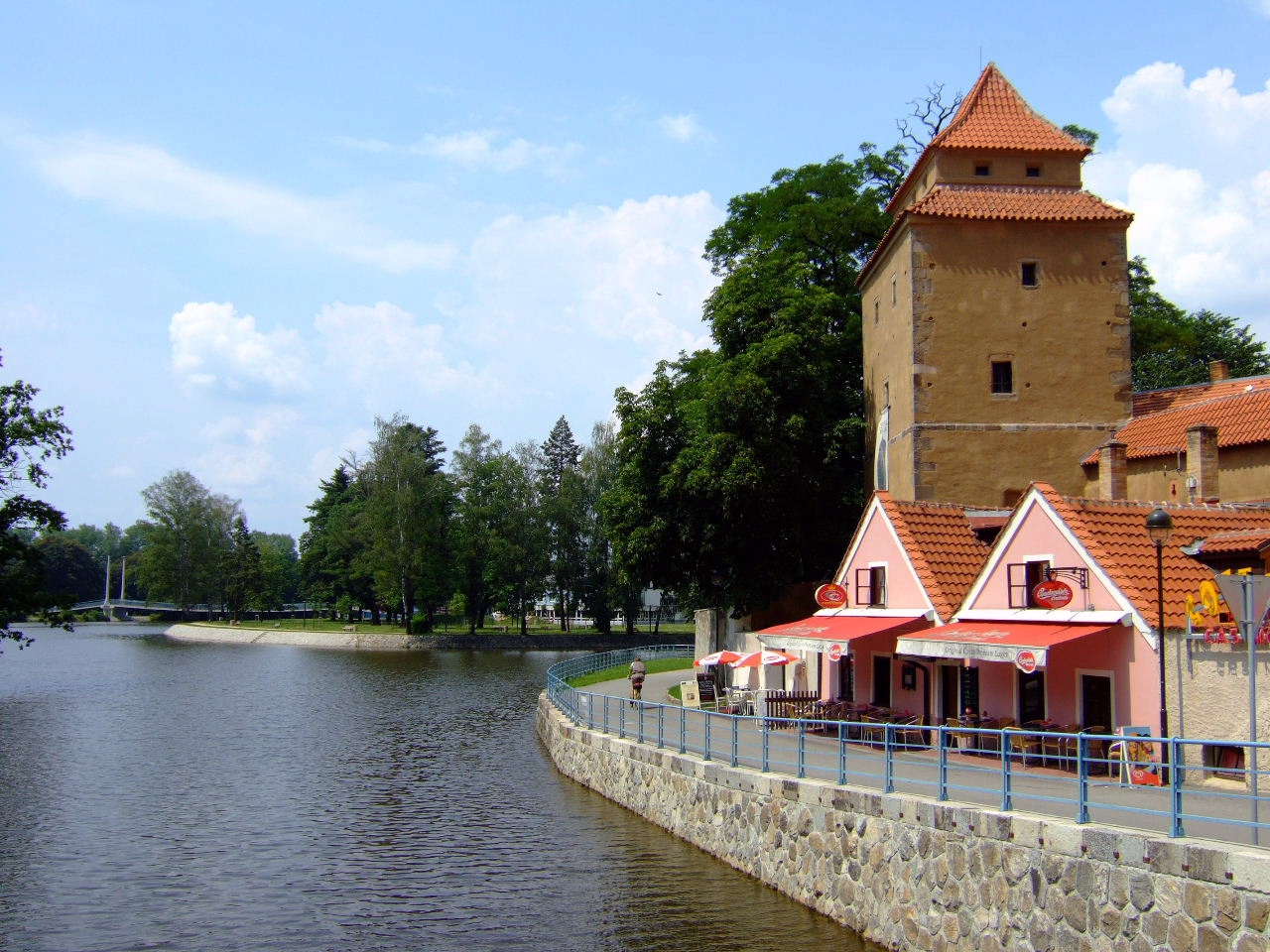
Вежа «Залізна Діва»
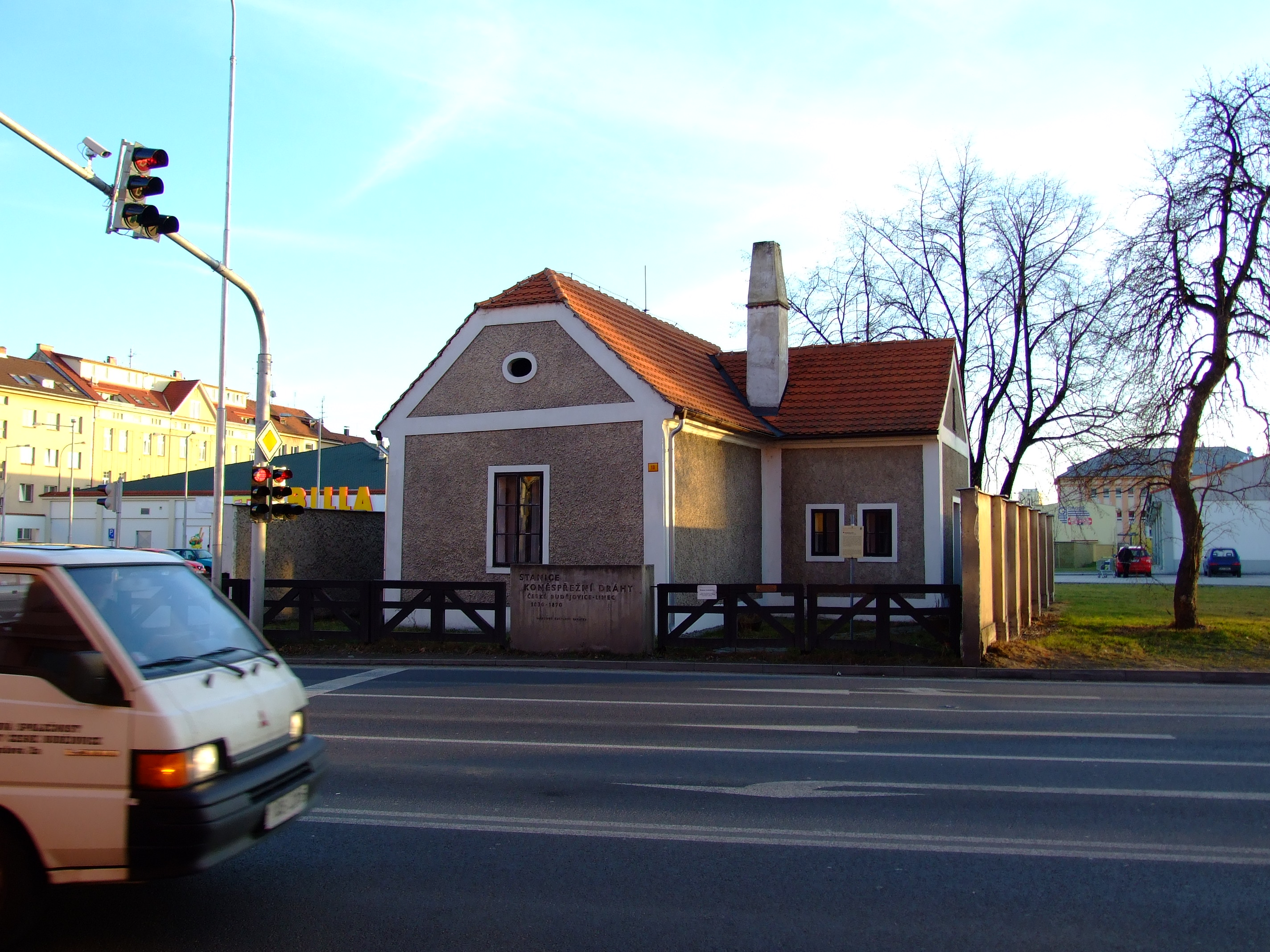
Музей кінної залізниці Чеські Будейовиці — Лінц

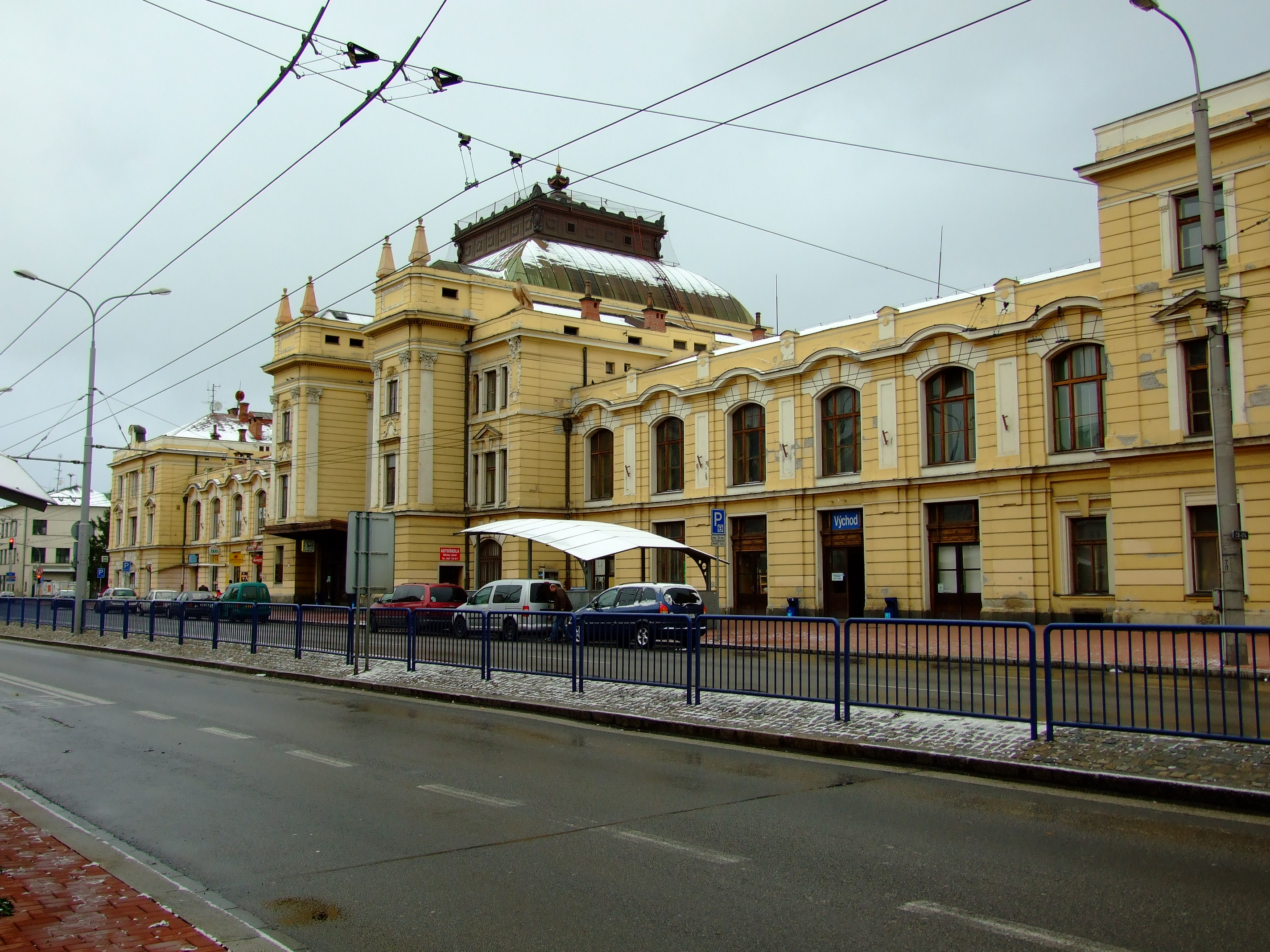
Вокзал
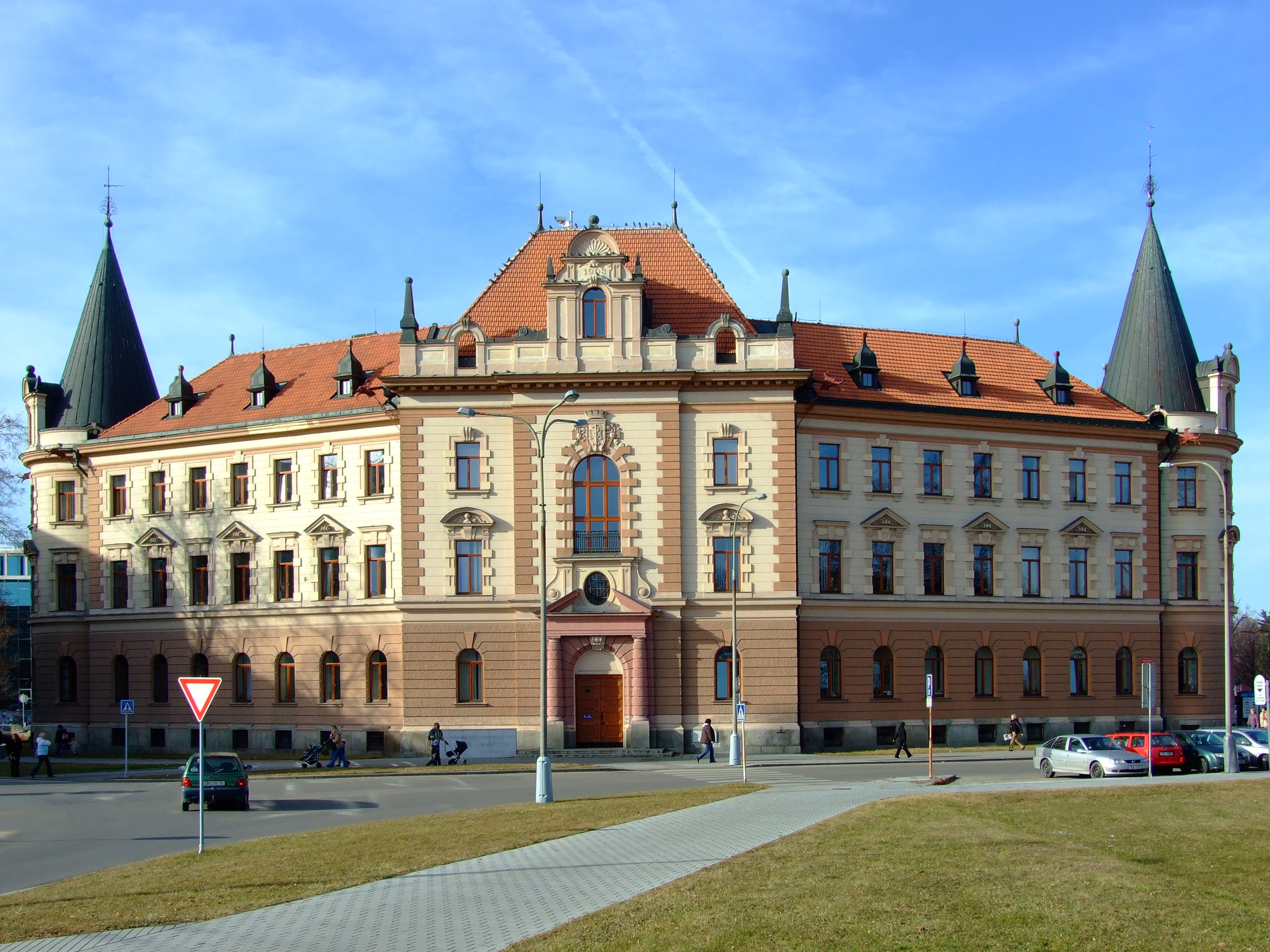
Будівля крайського суду
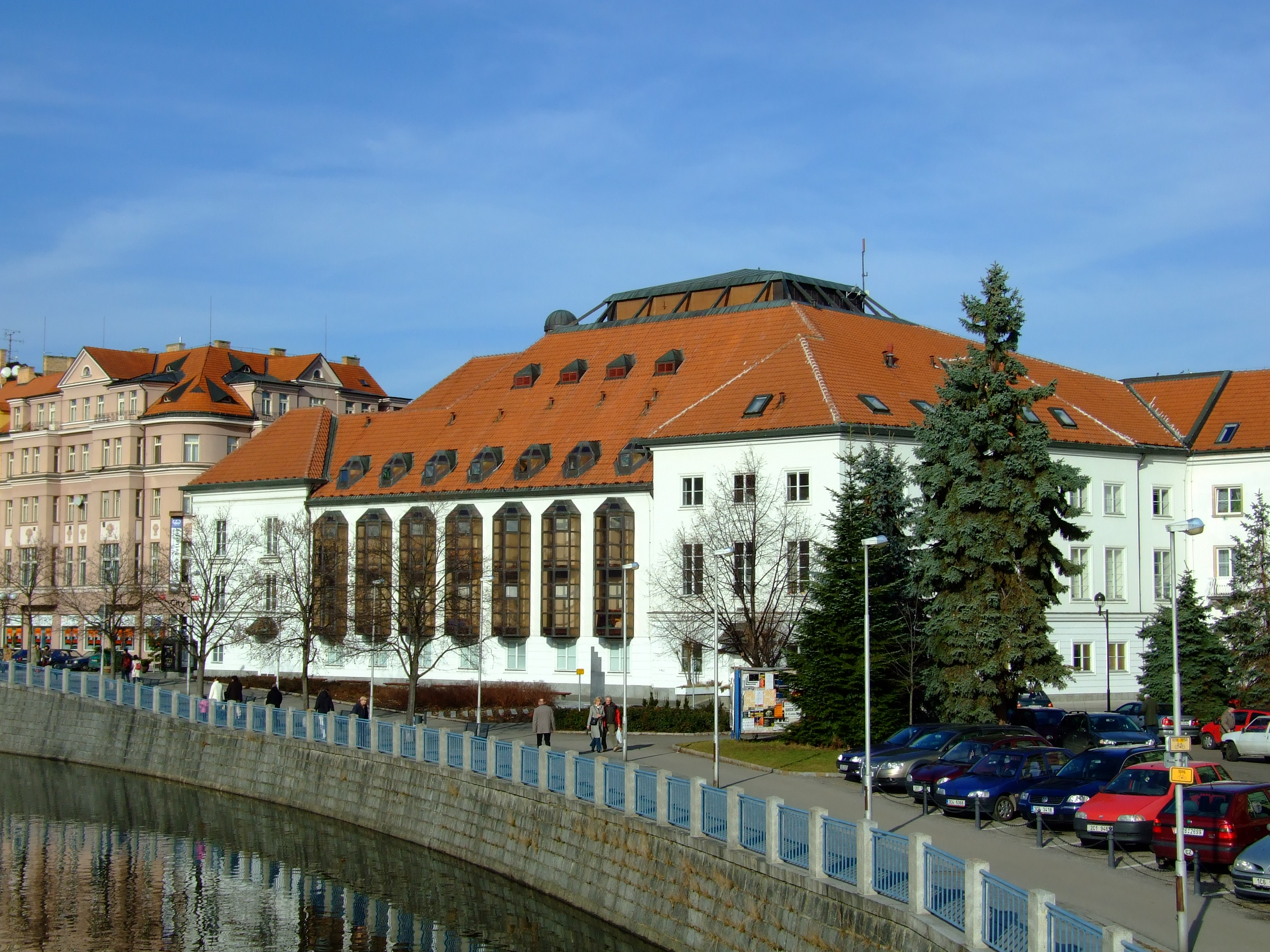
Південночеський театр
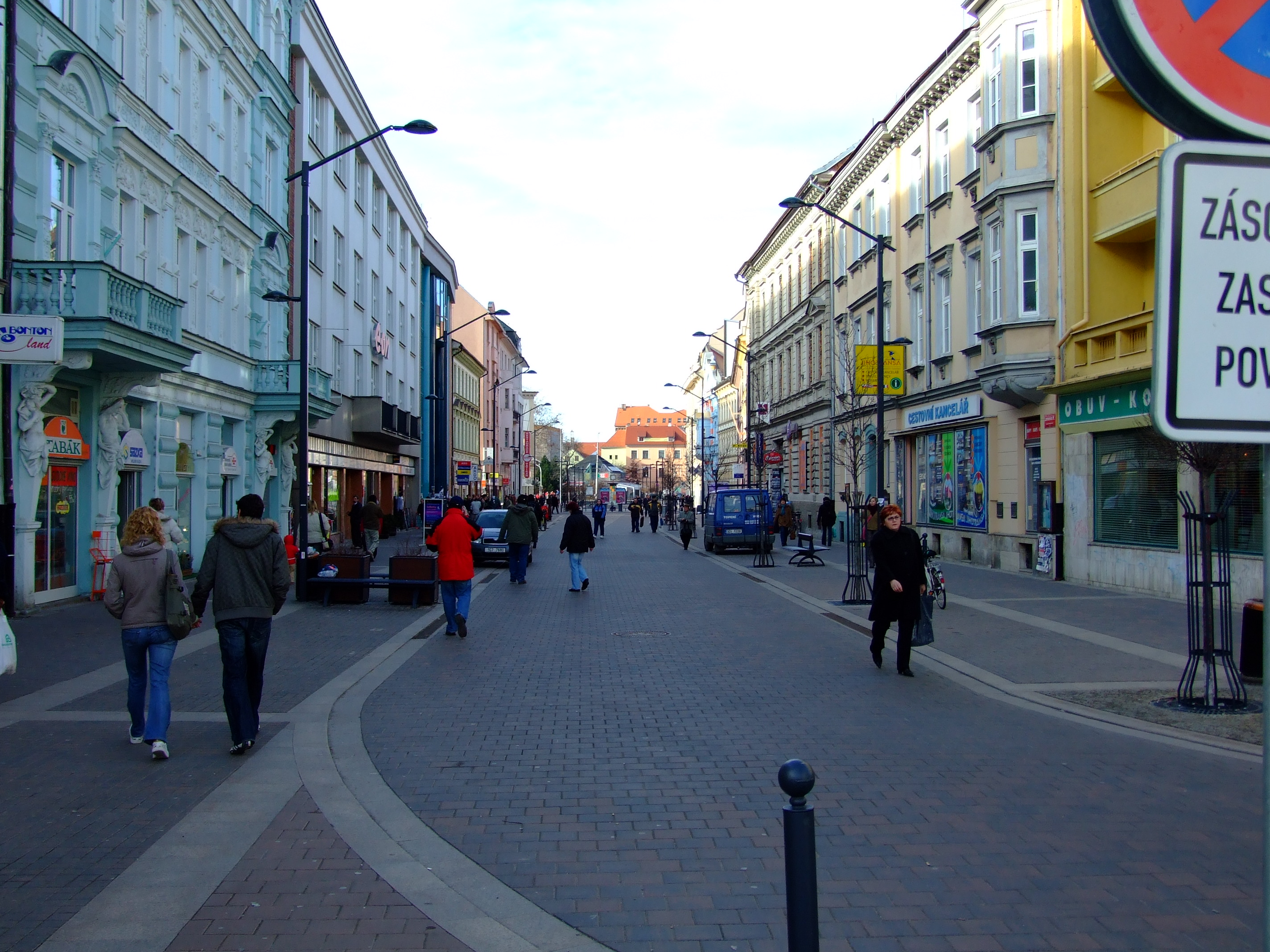
Пішохідна зона — Вулиця Войтеха Ланни
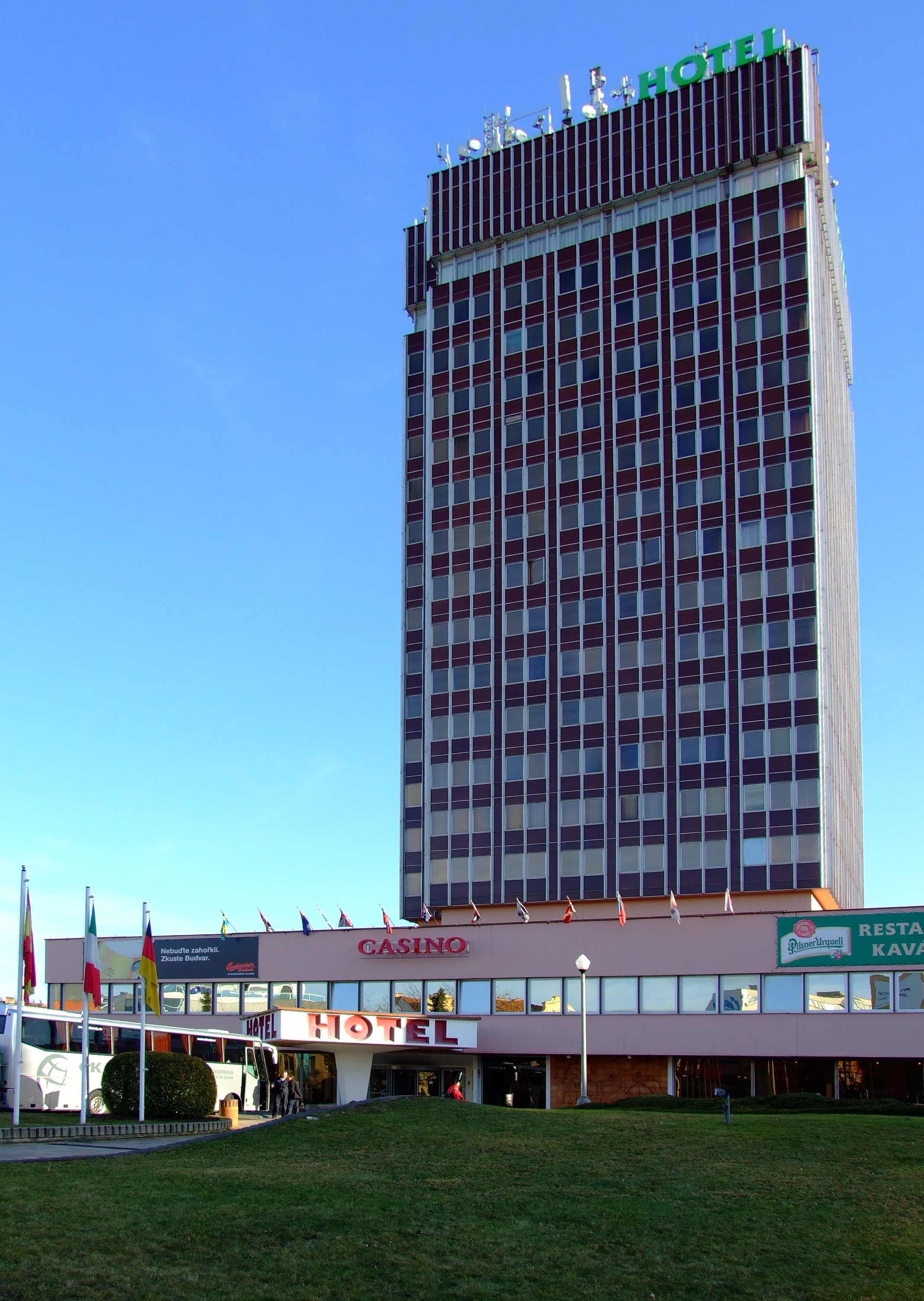
Готель «Гомель»
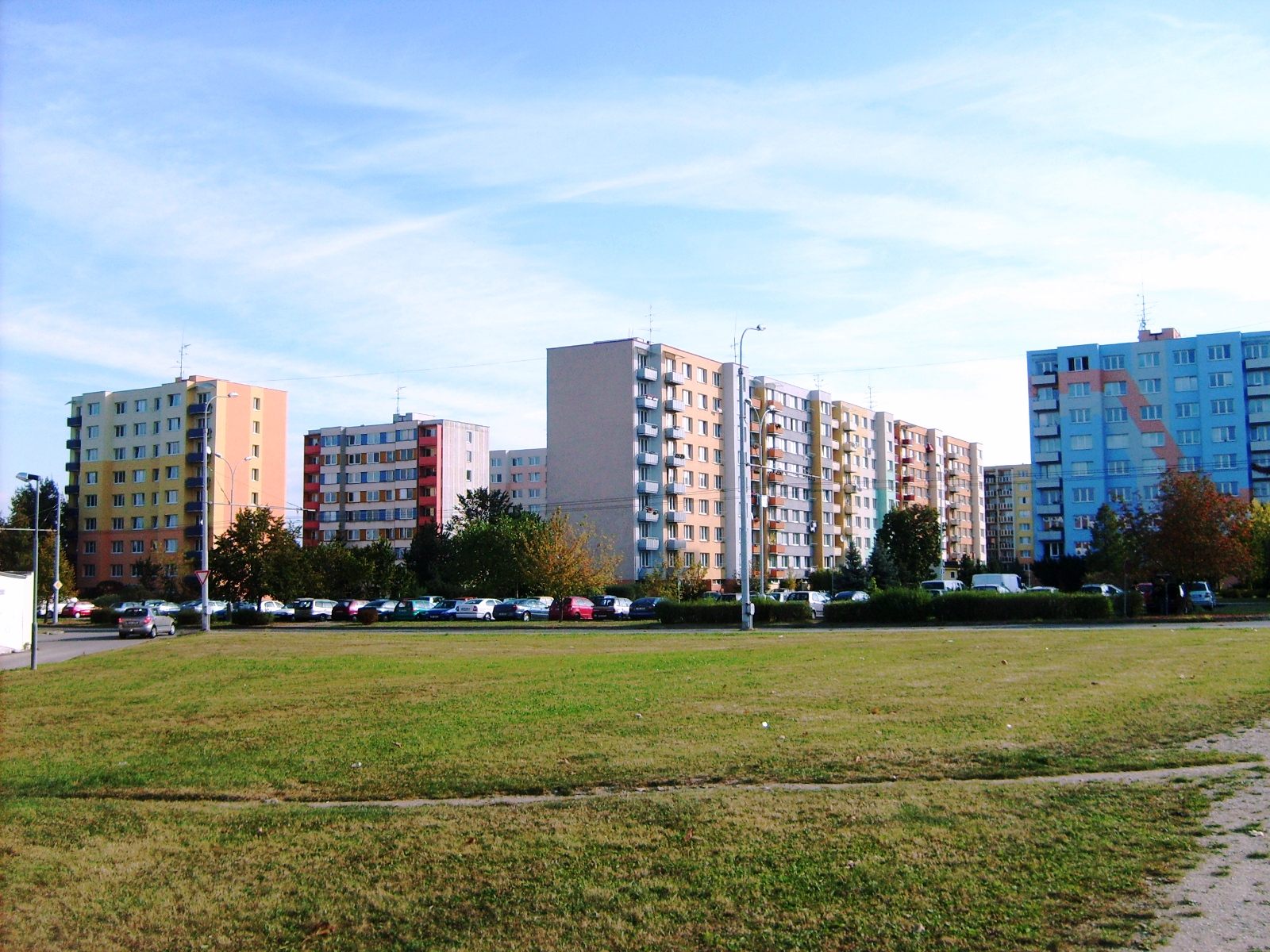
Мікрорайон «Влтава»
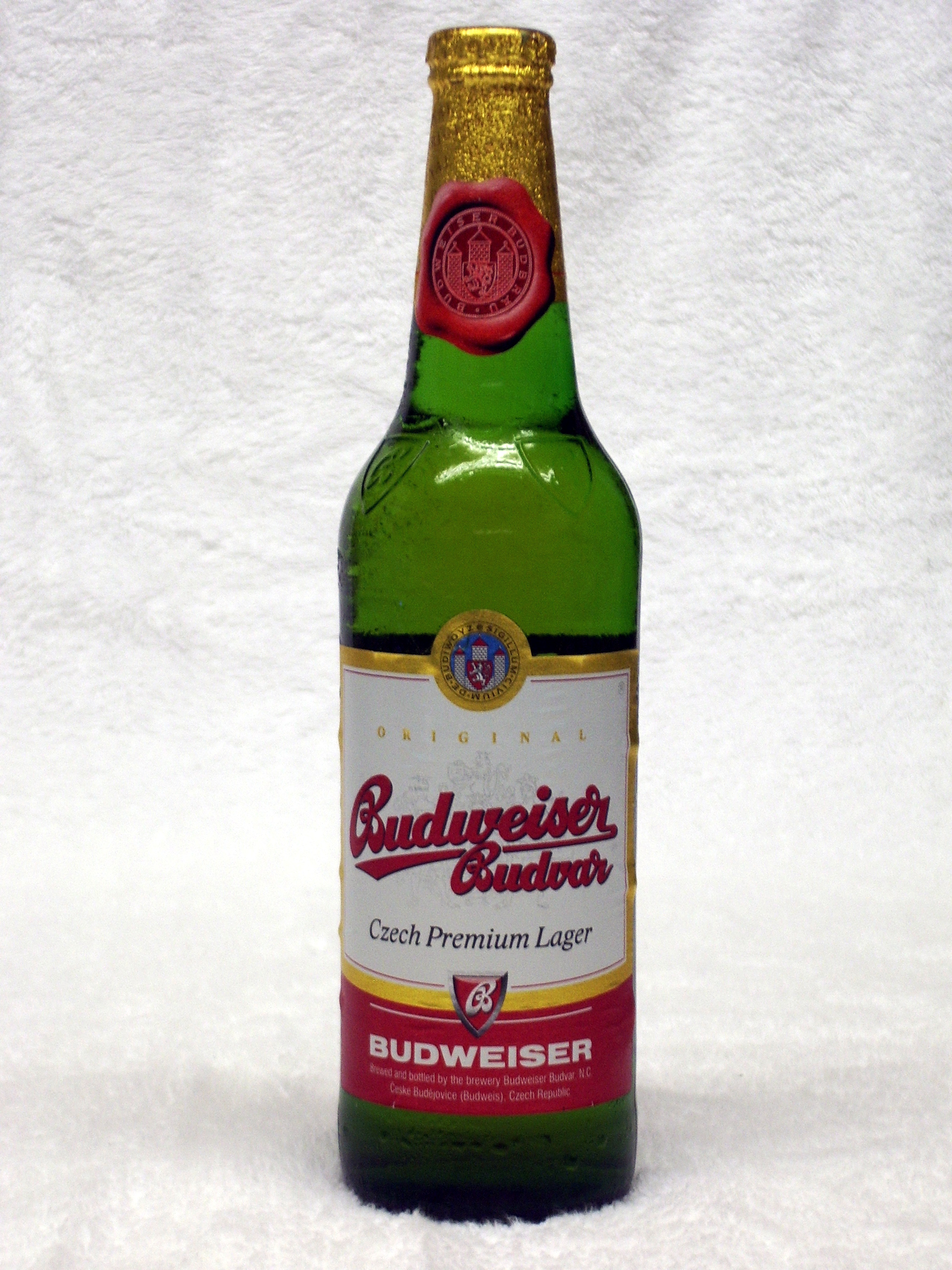
Пиво «Будейовицький Будвар»
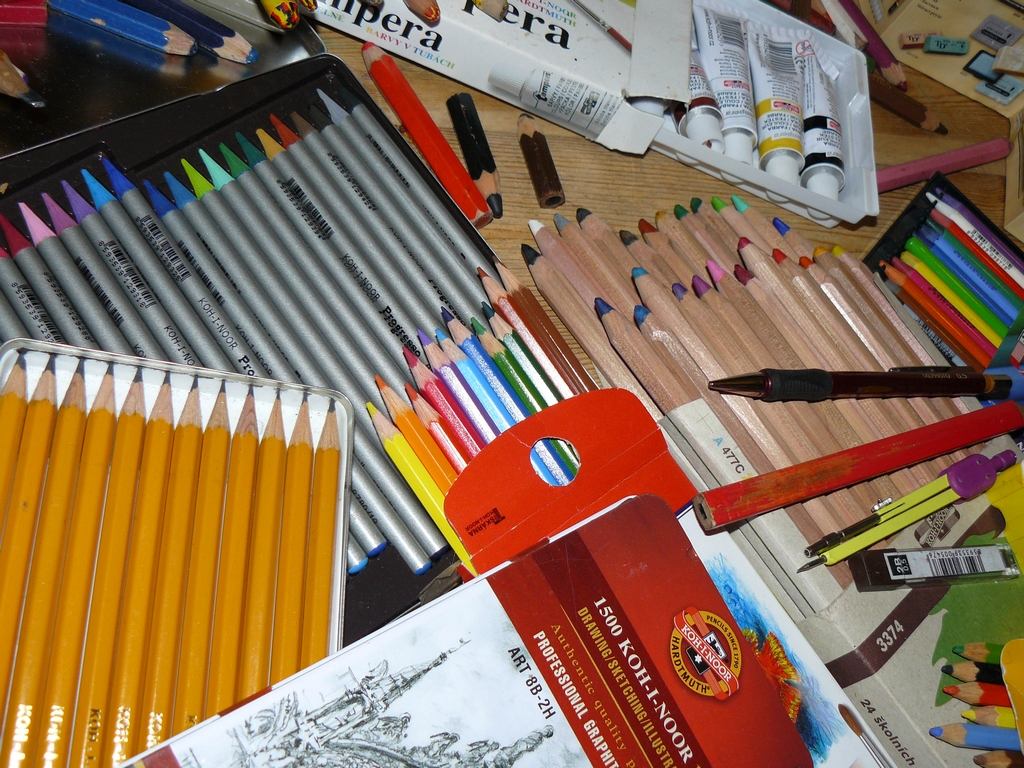
Олівці «Koh-i-Noor»